# Zamia inermis
Zamia inermis är en kärlväxtart som beskrevs av Vovides, J.D. Rees och Vázq. Torres. Zamia inermis ingår i släktet Zamia och familjen Zamiaceae. IUCN kategoriserar arten globalt som akut hotad. Inga underarter finns listade i Catalogue of Life.